# Liga Juvenil Comunista de Kampuchea
La Liga Juvenil Comunista de Kampuchea (en camboyano: Sompoan Yuvakok) fue una organización juvenil en Camboya, el ala juvenil del Partido Comunista de Kampuchea (PCK), que fue el brazo político de la guerrilla Jemeres Rojos en la guerra civil entre 1967 y 1975. La organización inicialmente se llamó Liga Juvenil Democrática. Publicaba el diario Tung Krahom.